# Гиларди, Ребекка
Ребекка Гиларди (итал. Rebecca Ghilardi; род. 10 октября 1999, Сериате, Ломбардия) — итальянская фигуристка, выступающая в парном катании с Филиппо Амброзини. Они — серебряные (2023) и бронзовые (2024) призёры чемпионата Европы, победители этапа Гран-при Grand Prix Espoo (2022), чемпионы Италии (2024), пятикратные серебряные призёры чемпионатов Италии. Участники Олимпийских игр (2022).
По состоянию на 11 января 2024 года пара занимает 2-е место в рейтинге Международного союза конькобежцев.

## Карьера

### Ранние годы
Гиларди начала кататься на коньках в 2007 году и была одиночницей. На детском уровне она стала серебряным призёром чемпионата Италии 2013 года, затем перешла на юниорский уровень и завоевала серебро национального первенства. Её тренером была Тициана Росаспина.
Последний раз Гиларди выступила в женском одиночном катании в декабре 2015 года. В 2016 году она встала в пару с Филиппо Амброзини.

### Сезон 2016/2017
Дебютировав на международной арене, Гиларди / Амброзини выиграли бронзовую медаль на Lombardia Trophy 2016 в сентябре. Через месяц они выиграли бронзу на Международном кубке Ниццы. В декабре они стали бронзовыми призерами чемпионата Италии. Гиларди и Амброзини заняли 14-е место в короткой программе, 11-е в произвольной программе и 11-е место в сумме на чемпионате Европы 2017 года в Остраве. Они тренировались под руководством Розанны Муранте и Тицианы Росаспины в Бергамо.

### Сезон 2017/2018
Гиларди / Амброзини заняли 8-е место на Warsaw Cup 2017 в ноябре. В следующем месяце они снова стали бронзовыми призёрами на чемпионате Италии и затем выиграли серебро на Кубке Торуни в январе и бронзу на International Challenge Cup в феврале.

### Сезон 2018/2019
Гиларди / Амброзини участвовали стали вторыми на Inge Solar Memorial 2018. На чемпионате Италии они выиграли серебряную медаль и вошли в состав сборной на чемпионат Европы 2018 года, где заняли девятое место. На своем первом чемпионате мира они заняли последнее, девятнадцатое место.

### Сезон 2019/2020
Гиларди / Амброзини дебютировали в серии Гран-при на Internationaux de France 2019, где заняли восьмое место. Затем они стали седьмыми на Rostelecom Cup 2019. После серебра на чемпионате Италии они завершили сезон на чемпионате Европы 2020 года, заняв восьмое место. Они должны были участвовать на чемпионате мира в Монреале, но он был отменён из-за пандемии коронавируса.

### Сезон 2020/2021
Гиларди / Амброссини начали сезон на Nebelhorn Trophy 2020 года, в котором участвовали только те фигуристы, кто тренируется в Европе (из-за коронавирусных ограничений). Они заняли третье место после короткой программы, а после снятия с турнира немецкой пары Хазе / Зегерт, выиграли золотую медаль на первом для себя турнире серии «Челленджер», опередив серебряных призёров Аннику Хокке и Роберта Кункеля. Они должны были принять участие в этапе Гран-при во Франции, но он был отменён из-за продолжающейся пандемии.

## Спортивные достижения

### С Амброзини
| Международные                      | Международные | Международные | Международные | Международные | Международные | Международные | Международные |
| Соревнования                       | 16/17         | 17/18         | 18/19         | 19/20         | 20/21         | 21/22         | 22/23         |
| ---------------------------------- | ------------- | ------------- | ------------- | ------------- | ------------- | ------------- | ------------- |
| Олимпийские игры                   |               |               |               |               |               | 14            |               |
| Чемпионаты мира                    |               |               | 19            | С             | 17            | WD            |               |
| Чемпионаты Европы                  | 11            |               | 9             | 8             |               | 5             | 2             |
| Финал Гран-при                     |               |               |               |               |               |               | 5             |
| Этапы Гран-при. Финляндия          |               |               |               |               |               |               | 1             |
| Этапы Гран-при. Франция            |               |               |               | 8             | С             | 5             | 4             |
| Этапы Гран-при. Италия             |               |               |               |               |               | 5             |               |
| Этапы Гран-при. Rostelecom Cup     |               |               |               | 7             |               |               |               |
| Челленджер. Alpen Trophy           |               |               | 2             |               |               |               |               |
| Челленджер. Золотой конёк Загреба  |               |               |               | 6             |               | WD            | WD            |
| Челленджер. Lombardia Trophy       | 3             |               | 6             |               |               | 3             |               |
| Челленджер. Nebelhorn Trophy       |               |               | 6             |               | 1             |               |               |
| Челленджер. Мемориал Ондрея Непелы |               |               | 4             |               |               |               |               |
| Челленджер. U.S. Classic           |               |               |               |               |               |               | 1             |
| Челленджер. Tallinn Trophy         |               |               | 4             |               |               |               |               |
| Челленджер. Warsaw Cup             | 5             | 8             |               |               |               |               | 2             |
| Челленджер. Budapest Trophy        |               |               |               |               |               | 4             |               |
| Challenge Cup                      |               | 3             |               | 3             |               |               |               |
| Челленджер. Cup of Tyrol           | 4             |               |               |               |               |               |               |
| Челленджер. Ice Star               |               |               | 5             |               |               |               |               |
| Челленджер. Volvo Open Cup         |               |               |               | 1             |               |               |               |
| Кубок Ниццы                        | 3             |               |               |               |               |               |               |
| John Nicks IPC                     |               |               |               |               |               |               | 1             |
| Shanghai Trophy                    |               |               |               | 4             |               |               |               |
| Toruń Cup                          |               | 2             |               |               |               |               |               |
| Национальные                       |               |               |               |               |               |               |               |
| Чемпионаты Италии                  | 3             | 3             | 2             | 2             | 2             | 2             | 2             |